# كوري سوليفان
كوري سوليفان (بالإنجليزية: Cory Sullivan)‏ هو لاعب كرة قاعدة أمريكي، ولد في 20 أغسطس 1979 في تلسا في الولايات المتحدة.

## وصلات خارجية
- كوري سوليفان على موقع دوري كرة القاعدة الرئيسي (الإنجليزية)
- كوري سوليفان على موقعبيزبول رفرنس.كوم (الدوري الرئيسي) (الإنجليزية)
- كوري سوليفان على موقع إي إس بي إن.كوم (أم.أل.بي) (الإنجليزية)
- كوري سوليفان على موقع مشجعي الرسوم البيانية (الإنجليزية)